# Schronisko Odrodzenie
Die Schronisko Odrodzenie (Langbezeichnung polnisch Schronisko PTTK Odrodzenie na Przełęczy Karkonoskiej, übersetzt: PTTK Herberge Wiedergeburt am Karkonoska Pass, ehemals Jugendkammhaus Rübezahl) liegt auf einer Höhe von 1236 m n.p.m. in Polen im Riesengebirge, einem Gebirgszug der Sudeten, auf dem Gebirgspass Spindlerpass.

## Geschichte

### Vor 1933
Um die Mitte der 1920er Jahre plante Hans Poeschel im Riesengebirge den Bau eines Jugendfreizeitheims. Poeschel, damals Regierungspräsident im Regierungsbezirk Liegnitz, richtete dabei sein Augenmerk besonders auf notleidende Arbeiterkinder nach dem Ersten Weltkrieg in den Industriegebieten der östlichen Teile Deutschlands. Das Haus sollte das ganze Jahr über Gelegenheit für Besuche und Ferienaufenthalte bieten. Die Idee stieß auf große Anerkennung und genoss breite finanzielle Unterstützung durch Gemeinden, Verbände, Gewerkschaften, Unternehmen und Privatpersonen.
Der Großgrundbesitzer und letzte Freie Standesherr des Adelsgeschlechts von Schaffgotsch, Reichsgraf Friedrich (1883–1947) stiftete den Baugrund in unmittelbare Nähe zur Grenze zwischen dem damaligen Preußen und der Tschechoslowakei.
Durch die Schenkung nordöstlich der Spindlerbaude konnten erhebliche Kosten eingespart werden. Mit der Spende verbunden war die Erlaubnis, einen großen Teil der Steine für die Grundmauern und das Erdgeschoss aus dem Granitfels der näheren Umgebung zu gewinnen.
Am 10. Mai 1928 schrieb man den Wettbewerb für den Bauentwurf aus, den Herbert Eras aus Breslau gewann. Der renommierte Architekt hatte bereits einige Jahre zuvor, am Anfang des Jahrzehnts das Schlesierhaus (polnisch Schronisko Dom Śląski) am Koppenplan geplant. Sein kompakter, viergeschossiger Entwurf war alles in allem für etwa 210 Betten ausgelegt und sollte darüber hinaus in einem Massenquartier Platz für weitere 70–80 Wanderer bieten.
In der Form erinnert der Bau an eine Stufenpyramide, weil die im Holzfachwerk ausgeführten oberen Stockwerke als sog. Staffelgeschosse gegenüber der darunterliegenden Etage zurückspringen und eine kleinere Grundfläche besitzen. Diese Bauweise bietet neben der harmonischen Anpassung an die Kammlage einen weiteren Vorteil. Immer wieder sind Bergbauden von verheerenden Bränden heimgesucht worden. In solch einem Fall würden die oberen Stockwerke leichter geräumt werden können, als dies bei einer anderen mehrgeschossigen Bauform möglich wäre. Der Baumeister ist überhaupt bestrebt gewesen, die Bewohner gegen die Brandgefahr zu sichern. Steintreppen führen zwischen den beiden gemauerten Treppenhäusern auch bis in den obersten Stock.

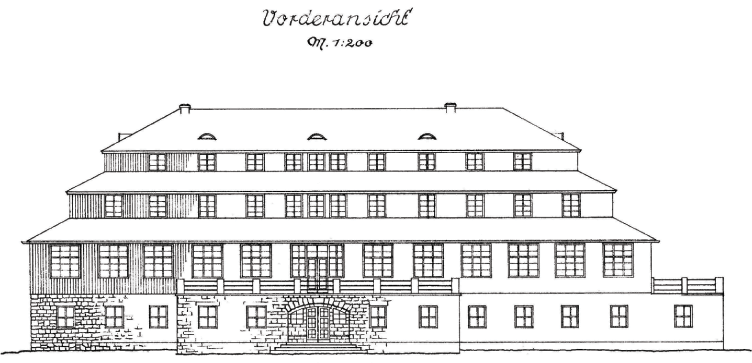
Vorderansicht (Talseite)
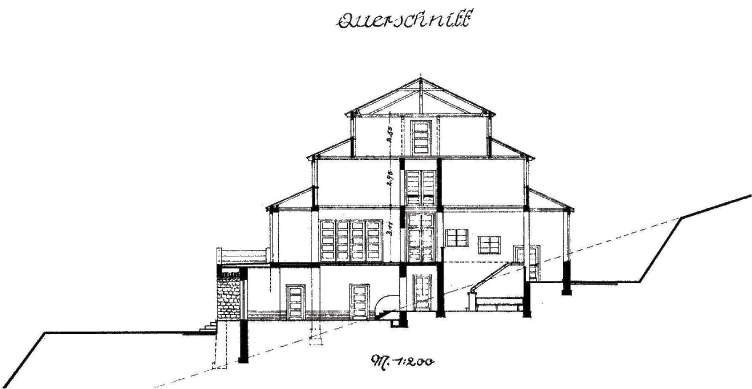
Seitenansicht

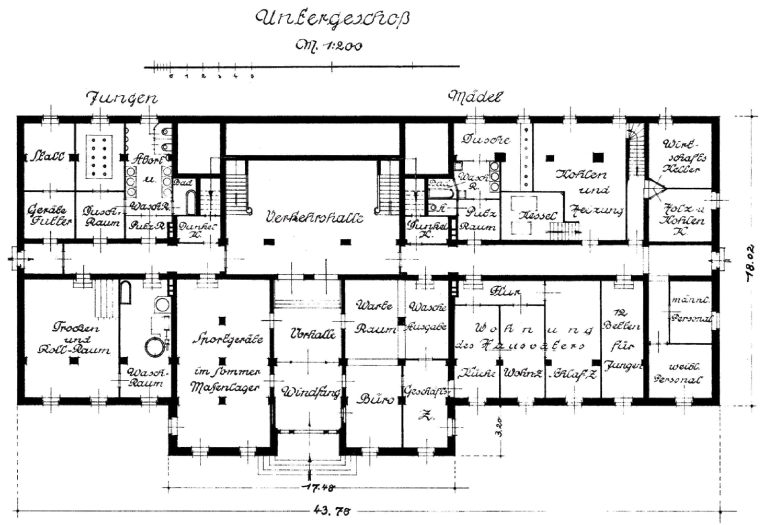
Untergeschoss
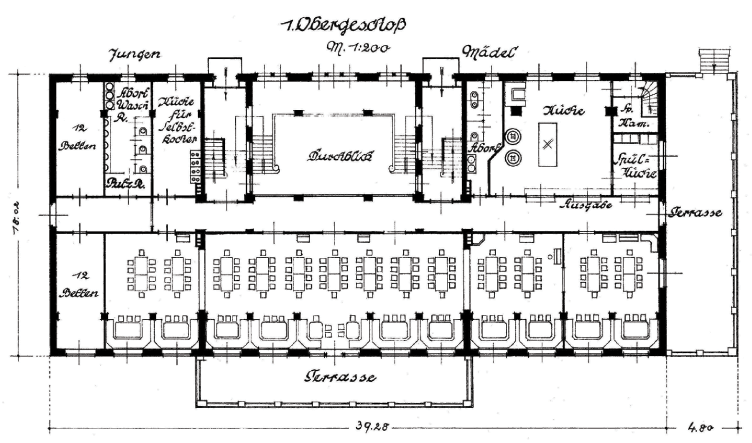
1. Obergeschoss
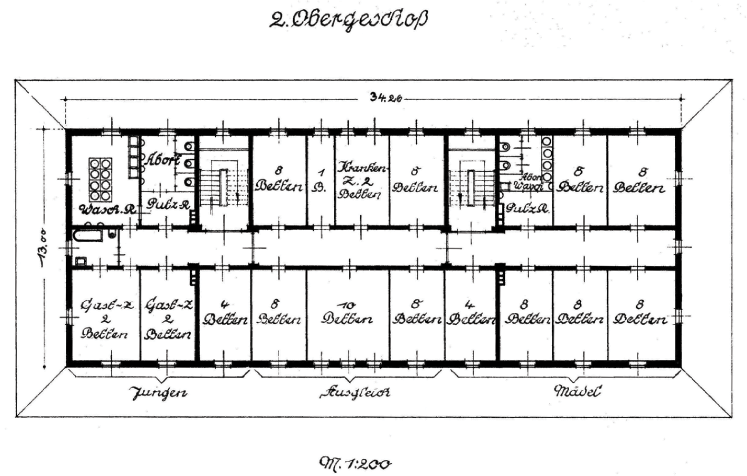
2. Obergeschoss
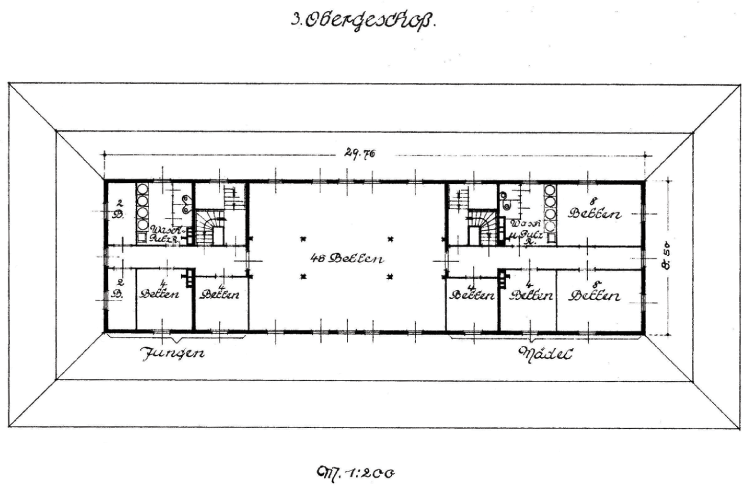
3. Obergeschoss

Die Höhe des Baus beträgt 16 Meter. Die beiden unteren Geschosse sind etwa bis zur Hälfte in den Hang hineingebaut und stehen auf einer Fläche von ungefähr 39 × 18 Metern. Dem Erdgeschoss ist an der talseitigen Längsseite ein 17 Meter breiter Vorbau vorgelagert, der im ersten Obergeschoss eine 3,2 Meter tiefe Terrasse trägt. Eine ähnliche Terrasse mit 4,8 Meter Tiefe ist entlang der rechten Schmalseite vorgelagert, sodass das unterste Stockwerk auf eine Gesamtbreite von 44 Metern gelangt. Das zweite Obergeschoss verkürzt sich auf 34 Meter in der Breite und 13 Meter in der Tiefe. Das dritte Obergeschoss weist dann nur noch knapp 30 Meter Breite und etwas mehr als acht Meter Tiefe auf.
Drei Monate nach der Architekturausschreibung konnten die Aufträge zur Ausführung der Erd-, Maurer-, Zimmer- und Eisenarbeiten vergeben werden. Die Bauarbeiten begannen dann am 16. August 1928. Mit großen Schwierigkeiten war das Heranbringen der Baumaterialien wie Ziegel, Kalk und Zement verbunden, denn von der schlesischen Seite führten nur Wanderwege herauf. Die einzige Möglichkeit zur Anlieferung per Lkw bot die Passstraße, die auf der Südseite von Spindlermühle aus zur Passhöhe führt. Das verlangte jedoch zuerst Verhandlungen mit den tschechoslowakischen und deutschen Zollstellen. Als dies geklärt war, zogen sich die Baustofftransporte aufgrund geringer Beförderungsmengen über viele Wochen hin und auf der Baustelle lief man Gefahr, von einem früh einsetzenden Winter überrascht werden.
Im darauffolgenden Jahr konnte der Bau, der bis dahin 370.000 Reichsmark gekostet hatte, schließlich mit der Einweihung am 7. September 1929 abgeschlossen werden. Zuvor wurde in einem an die deutsche Jugend gerichteten Preisausschreiben wurde mit „Jugendkammhaus Rübezahl“ der Namen der künftigen Jugendherberge gefunden. Die Eröffnungsrede, die er unter den Leitgedanken der Völkerversöhnung gestellt war, hielt Reichsinnenminister Carl Severing. Wie aus dem Bericht des „Neuen Görlitzer Anzeigers“ hervorgeht, stimmte der Schlusschor das Arbeiterlied Wann wir schreiten Seit’ an Seit’ an, was auf eine ausgeprägte Nähe zur Arbeiterbewegung hindeutet. Erster Träger des Kammhauses wird nun der in Görlitz ansässige DJH-Gau Niederschlesien des Reichsverbandes für deutsche Jugendherbergen. 
Das Rübezahlhaus, wie es verkürzt genannt wurde, hatte schon bald großen Zulauf und konnte 1932 stolze 27.334 Übernachtungen verbuchen. Die Jugendlichen kamen „im Himmelreich“ an, einer Felsgruppe bei einer gleichnamigen Bergbaude, die an der Endstation der Hirschberger Talbahn in Ober-Giersdorf/Hain liegt. Von hier  mussten die restlichen acht Kilometer und 800 Höhenmeter zum Kammhaus zu Fuß zurückgelegt werden, wofür selbst bei guten Wetterverhältnissen auch damals sicher nicht weniger als zwei Stunden gebraucht wurden.

### 1933–1945
Im Rahmen der Gleichschaltung unterzeichnete der Gründer und erste Vorsitzende des deutschen Jugendherbergsverbands (DJH) Richard Schirrmann das Kösener Abkommen. Diese Vereinbarung zur Zusammenarbeit von Jugendherbergsverband und Reichsjugendführung der NSDAP führte zunächst zur Entfernung der sozialdemokratischen und wenigen jüdischen Funktionäre aus ihren Ämtern, im Weiteren zur Integration des Verbandes in die Hitlerjugend (HJ). In diesem Zusammenhang wurden auch Herbergseltern ersetzt, die sich gegen die neue Staatsform gewandt hatten (dazu gehörten sehr wahrscheinlich auch die Eheleute Mörbitz, die das Kammhaus bis dahin betreut hatten). Bei der erzwungenen Fusion der DJH-Gaue Mittel- und Niederschlesien entledigte sich die HJ-Führung auch der beiden Vorsitzenden Kunemund von Stutterheim und Ludwig Freiherr von Nordeck zur Rabenau. Den Vorsitz des neuen Gaus Schlesien, zu dem nun auch das Kammhaus gehörte, übernahm der Breslauer HJ-Bannführer Kurt Scheerschmidt.
In den folgenden Jahren diente das Haus vornehmlich dem Zweck, der nationalsozialistischen Jugend eine günstige Unterkunftsmöglichkeit im Riesengebirge zu bieten. Mit den Kriegsvorbereitungen einhergehend wurden auch sog. Wehrertüchtigungslager zur vormilitärischen Ausbildung und Indoktrination eingerichtet. Darüber hinaus wurde es aber auch zur Kaderschulung der HJ-Führungseliten genutzt. Während des Zweiten Weltkrieges wurde das Gebäude als Genesungs- und Erholungsheim für deutsche Offiziere genutzt. Gegen Ende des Krieges wurden hier sogenannte „Blitzmädels“ stationiert, junge Frauen, die als Wehrmachthelferinnen an der Front dienten und beispielsweise als Funkerinnen halfen, die Festung Breslau zu verteidigen.
Seit der Übernahme durch die Hitlerjugend ranken sich einige hartnäckige Mythen um die Geschichte der Jugendherberge. Noch immer finden sich Berichte, die Herberge sei als jüdisches Eigentum 1933 beschlagnahmt und an die Jugendorganisation der Nazis übergeben worden. Der Name des Kammhauses sei dann in „Adolf-Baude“ geändert worden. Diese Darstellungen besitzen jedoch keinerlei Wahrheitsgehalt und gehören in den Bereich der Legenden. Tatsächlich gab es ganz in der Nähe die Adolfbaude, die nun Ferienzentrum „Malý Šišak“ heißt. Die zweitgrößte Baude am Spindlerpass liegt auf 1200 Meter Höhe und war lange nach der ehemaligen Besitzerfamilie Adolf benannt. Mit Adolf Hitler hat aber auch sie nichts zu tun.

### Ab 1945

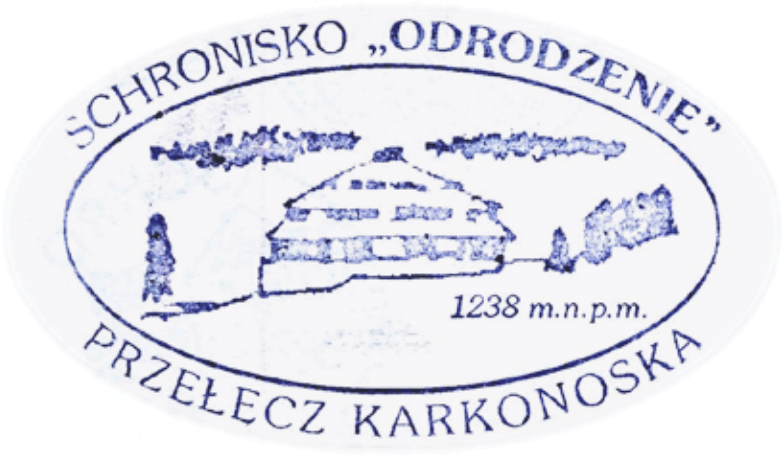
Briefstempel aus dem Jahr 2010

Erster Eigentümer des nach dem Krieg teilweise zerstörten Gebäudes wurde 1947 die Polnische Tatra-Gesellschaft (PTT), die 1950 in der Polnischen Gesellschaft für Tourismus und Heimatkunde (PTTK) aufging und das Kammhaus bis heute besitzt. Nach einer geringfügigen Modernisierung wurde die Herberge 1949 wieder in Betrieb genommen und erhielt den Namen „Odrodzenie“ (polnisch für Wiedergeburt). Das Haus wurde mehrmals renoviert und die Bettenkapazität allmählich verringert. Während einer umfassenden Renovierung in den Jahren 1957–1959 wurde es geschlossen und besaß danach noch knapp 140 Betten. Nach einer weiteren Modernisierung im Jahr 1976 gab es noch 84 Schlafplätze. An der Wende des 20. zum 21. Jahrhundert war der einstmals gute Ruf als vorbildliche Herberge dem einer heruntergekommenen Absteige gewichen. Im Jahr 2009 begann mit neuen Pächtern der Versuch, das alte Ansehen wiederherzustellen. Um dieses Ziel zu erreichen, wurde der ehemalige Herbergsbetrieb in ein modernes Berghotel für den „normalen“ Tourismus mit Platz für ungefähr 100 Gäste gewandelt.

## Zugänge und Wanderrouten
Die Herberge kann über verschiedene Routen erreicht werden:

🚗 – Von der tschechischen Seite aus ist der Pass über die 1923 fertiggestellte asphaltierte Passstraße mit dem Auto aus Spindlermühle kommend erreichbar.

▬ – Rot ausgeschildert kreuzt der sog. Kammweg als Weg der polnisch-tschechischen Freundschaft den Pass und verbindet die Städte Böhmens und Niederschlesiens.

▬ – Ein blau markierter Weg führt direkt von Przesieka (deutsch Hain) aus hierher.

▬ – Ebenfalls mit blauen Wegzeichen versehen ist ein Weg, der ab der Stabkirche Wang in Karpacz zu der Felsformation Pielgrzymy (deutsch Dreisteine oder Pilgersteine, tschechisch Poutníci) führt und ab hier …

▬ – … grün gekennzeichnet – weiter an der Felsgruppe Słonecznik vorbei zum Spindlerpass.

## Panorama

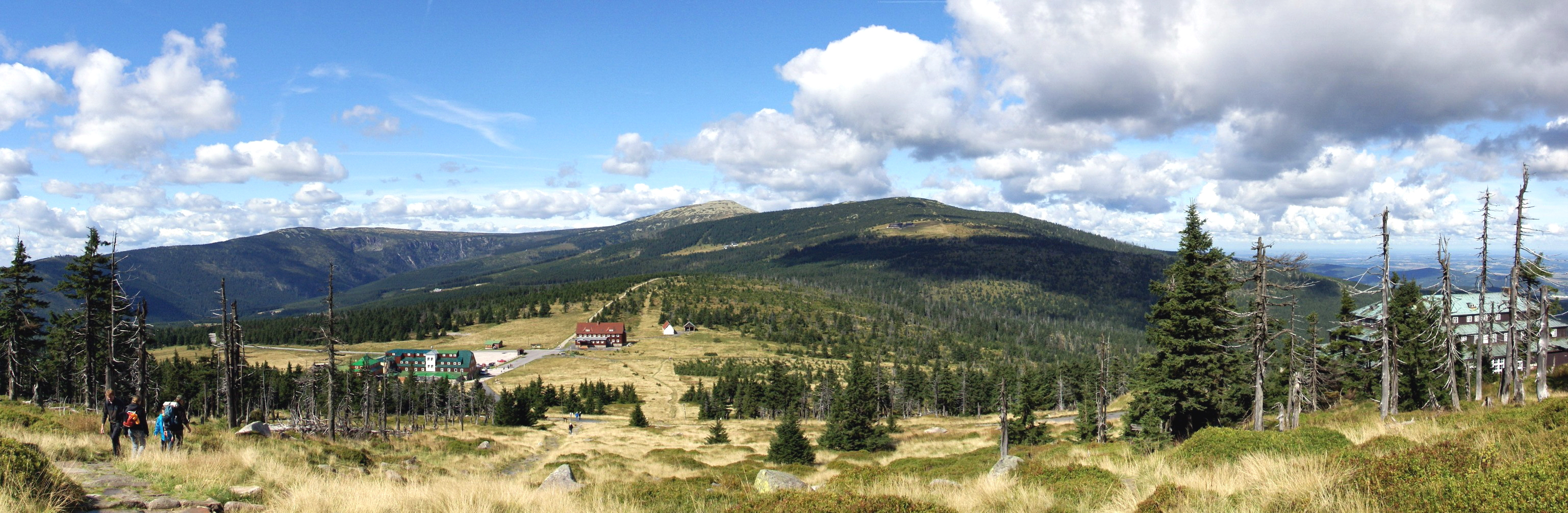
Panorama am Spindlerpass, von links nach rechts: Spindlerbaude, ehemalige Grenzwache und ganz rechts im Bild das Kammhaus, etwas versteckt zwischen abgestorbenen Nadelbäumen